# Демократическая зелёная партия Сомали
Демократическая зелёная партия Сомали (сомал. Xisbiga Demoqaraadiga Cagaaran ee Somalia) — небольшая сомалийская политическая партия, созданная весной 2009 года.

## Идеология
Демократическая партия разделяет зеленые ценности с другими зелёными партиями по всему миру, как это выражено в Глобальной хартии Зелёных. Взгляды партии основаны на семи основных принципах:
- Демократия низового уровня
- Отказ от насилия
- Личная и глобальная ответственность
- Ориентация на будущее и устойчивость
- Общинная экономика и экономическая справедливость
- Экологическая мудрость
- Децентрализация

А также:
- Мир и безопасность[2]
- Примирение
- Окружающая среда и климат
- Образование и рабочие места
- Экологическая устойчивость[2]
- Индивидуальная свобода[4]
- Социальная справедливость[2]
- Защита прав человека[4]

## Цели партии
- Защищать, предотвращать, анализировать и контролировать окружающую среду от ненадлежащего использования или ухудшения качества[5][2]
- Объединить институциональные рамки, которые могут спасти сомалийский народ от ненужного насилия и войн[5], найти способы остановить ненужную войну в Сомали и предотвратить распространение этой войны на мирные регионы Сомали и соседние страны[2]
- Построить демократию на низовом уровне[5]
- Остановить вырубку лесов и деревьев[4]
- Свести к минимуму потребление древесного угля[4]

## История
Партия приняла участие в Глобальной конференции зелёных, которая прошла с 29 марта по 1 апреля 2012 года.

## Штаб-квартира
Главный офис Демократической зелёной партии находится в Босасо, Пунтленд. Также рабочие офисы партии есть в Найроби, Лондоне и Бирмингеме, присутствуют некоторые организации в Сомалиленде и на юге Сомали.